# Alte Schule Heinzenberg

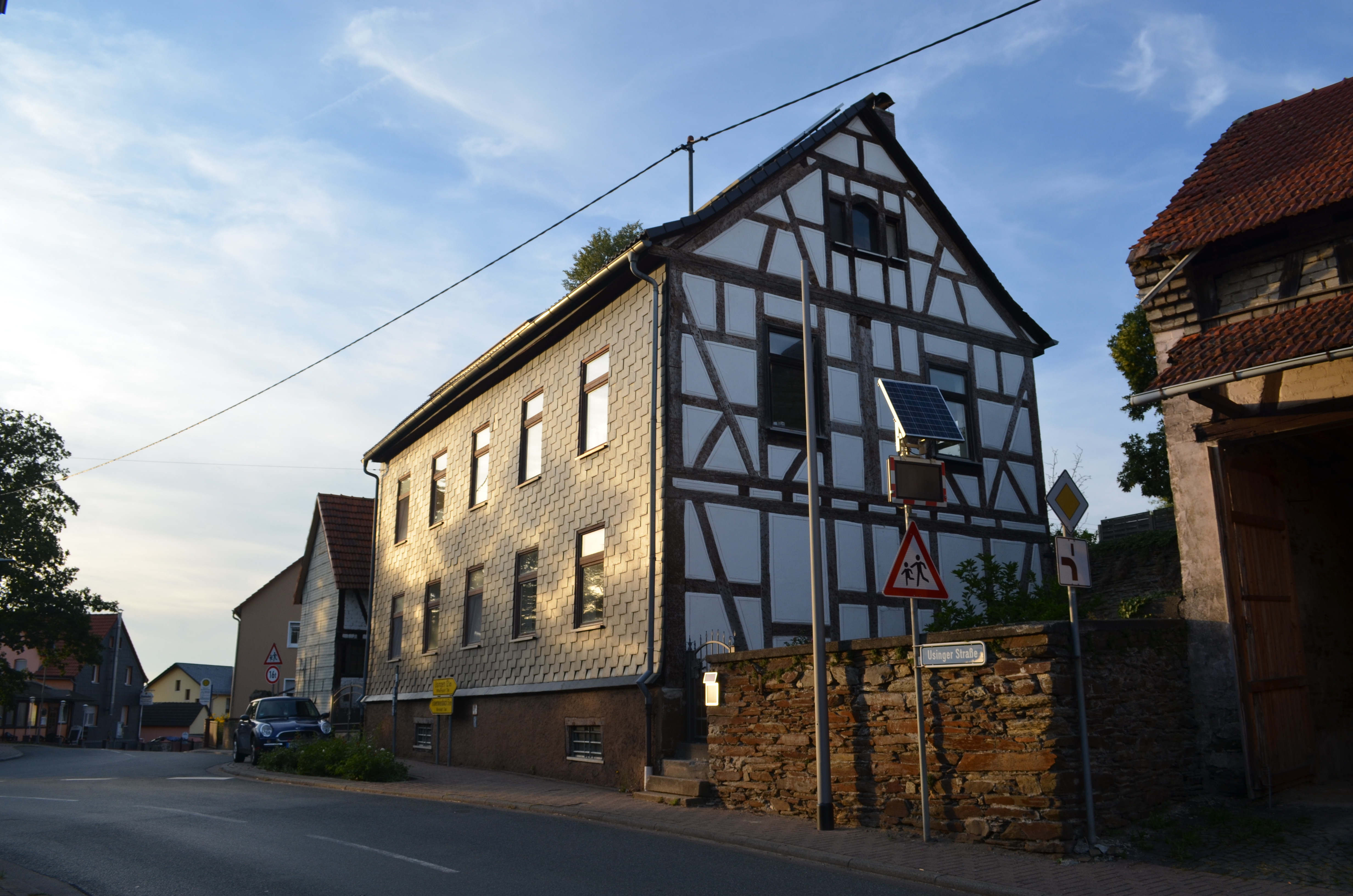
Alte Schule Heinzenberg

Die Alte Schule in Heinzenberg steht als Kulturdenkmal unter Denkmalschutz.

## Schulgeschichte
Ursprünglich besuchten die Kinder aus Heinzenberg die Schule im sechs Kilometer entfernten Grävenwiesbach. Heinzenberg erhielt 1661 als erstes Dorf im Kirchspiel Grävenwiesbach die landesherrliche Genehmigung durch Graf Walrad von Nassau-Usingen, eine eigene Schule zu unterhalten. Die Einwohner von Heinzenberg hatten eine Bitte an den gräflichen Pfarrer und Schulaufseher Lorentzen gerichtet, da der Schulweg zu weit und zu gefährlich sei. Gemäß einer alten Schulchronik sei es mehrfach durch Angriffe durch Wölfe gekommen, bei denen zwei Kinder ums Leben kamen. Heinzenberg musste aber weiter Schulgeld an Grävenwiesbach zahlen.
Ab dem 5. November 1661 fand der Unterricht in der Wohnung des Lehrers statt. Der erste Lehrer war Hans Conrad Brohm, der am 5. April 1663 starb. Der zweite Lehrer, Bastian Weybell wohnte in Winden und unterrichtete auch dort. 1668 wurden 19 Schüler aus Heinzenberg gezählt. Ab 1676 war der Heinzenberger Niklaß Sorg für 40 Jahre Lehrer in Heinzenberg. Ab 1702 fand der Unterricht im Rathaus und um 1800 im Haus Usinger Straße 4 statt. Von Beginn an bestand eine Schulgemeinschaft mit Winden an (1661–1969), zu der auch die Stockheimer Seite von Laubach (1685–1783) und Mönstadt (1685–1889) gehörte. Sorgs Nachfolger war Johann Valentin Schlott, der von 1717 bis 1759 Schulmeister war. Dessen Sohn Johann Nikolaus Schlott unterrichtete bis zu seinem Tod 1797. Als neuer Lehrer wurde der erst 17-jährige Friedrich Wilhelm Schlott berufen. Das am 17. November 1827 eingeweihte Schulgebäude enthielt eine Lehrerwohnung und Klassenräume. Ab 1880 war Philipp Ott Lehrer in Heinzenberg. Er hatte zunächst noch 70 Kinder zu unterrichten. Mit dem Schulneubau in Mönstadt 1889 und dem Ausscheiden der Mönstädter Kinder waren es noch 40 bis 45 Kinder aus Heinzenberg und Winden. 1900 bis 1933 war sein Sohn Hugo Ott Lehrer.

## Das Gebäude
Die Denkmaltopographie gibt abweichend das Jahr 1848 als Baujahr an. Das Schulhaus ist ein, auf gemauertem Untergeschoss in klappsymmetrisch ausgelegtem Fachwerk zweigeschossig konstruiertes Haus. Es war ursprünglich vorgesehen, das Haus zu verputzen, heute zeigt die Front Sichtfachwerk und die Seite Schindeln. Die Fassade ist fünf- bzw. zweiachsig gegliedert, das Dach ist als Satteldach ausgelegt. Es hat die Adresse Usinger Straße 1.